# ニューナンブM60に関連する作品の一覧
ニューナンブM60に関連する作品の一覧（ニューナンブM60にかんれんするさくひんのいちらん）は、日本の拳銃ニューナンブM60に関連する作品の一覧である。
ニューナンブM60は、警察などの日本の官公庁で採用された拳銃であり、日本の警察が登場する刑事ドラマや小説・漫画・映画などに登場している。

## 映画・テレビドラマ
『MIU404』
1話で主人公たちが2インチモデルを装備しており、最終回で犯人に向けられる。しかし発砲の描写はない。
『相棒』
警視庁捜査一課、組織犯罪対策部の捜査官が装備。シーズン13第16話では特命係の甲斐享(成宮寛貴)も装備。また自殺に使用されてしまうこともあった。
『踊る大捜査線』
テレビシリーズ最終話にて、青島俊作（織田裕二）が使用。
『仮面ライダークウガ』
出動した制服警察官たちがグロンギに対して使用するが、ほとんど効果が無かった。
『金田一少年の事件簿』
ほとんどの警察官が使用。第2シリーズ第4話では一が警察官に取り囲まれた際、たまたま奪っていたものを人質に突きつける。
『広域警察4』
主要凶器として登場。
『ゴジラvsデストロイア』
デストロイア幼体に対して警察官が発砲するが、効果は無かった。
『孤狼の血 LEVEL2』
映画全編において主人公日岡を含むマル暴刑事たちが携行している。終盤の上林との対決シーンでは日岡が2インチモデルを使用し、激しい銃撃戦を繰り広げる。
『ゴンゾウ 伝説の刑事』
テレビシリーズにて、黒木らが使用。
『新宿鮫シリーズ』
テレビシリーズと映画にて、鮫島警部が使用。
『戦慄怪奇ファイル コワすぎ!最終章』
江野が行方不明となった工藤や市川を異世界から呼び戻すため、途中で巡回中の警官から2インチ後期型を奪う。後にカメラマンの田代も使用。
『デスノート the Last name』
日本捜査本部の刑事らが使用。
『特捜最前線2013~7頭警察犬』
犯人が岩間桐江（矢吹春奈）殺害の凶器として使用し、全弾5発を撃ち込む。
『はぐれ刑事純情派』
映画版にて刑事課員たちが使用。村井国夫演じる水城警部が発砲。ビデオソフトのパッケージでは浅野刑事（吉田栄作）はS&W M36を握っている。
『マルタイの女』
伊集院光演じるトロと呼ばれる刑事と、西村雅彦演じる立花刑事が使用。

## 漫画・アニメ
『20世紀少年』
蝶野将平が使用。
『DEATH NOTE』
日本捜査本部の刑事らが使用。
『アイアムアヒーロー』
第5巻に登場。戎橋交番の警察官が、大阪で発生したZQNに噛み付かれた際、ZQNを引き離すために発砲する（遠景から発砲音の擬音が描写されるのみで、威嚇射撃か直接射撃かは不明）。しかし直後に「ZQNに噛まれると100％感染する」という情報を思い出したためか、ZQNに襲われながらも自身の頭に銃口を突き付けた。
『亜人』
日本警察が使用。
『暗殺教室』
原作・アニメともに普久間島のストーリーに自衛隊の装備として登場。ただし現実の自衛隊はニューナンブM60を採用していない。
『エルフェンリート』
警備員が使用。
『エンジェル・ハート』
槇村秀幸が使用。
『オッドタクシー』
大門弟が使用。埠頭にてドブに向かって発砲した。
『火災調査官ナナセ』
緒方周作が使用。
『こちら葛飾区亀有公園前派出所』
主人公、両津勘吉が使用。本人の発言では「80万発くらい」発砲している。
『サイコメトラーEIJI』
志摩亮子が使用。
『塩の街』
漫画版に登場。自衛隊立川駐屯地司令の入江が真奈に突きつける際に使用。しかし真奈が意表を突いて反撃した隙に秋庭が強奪し、逆に入江へと突きつけた。現実の自衛隊は本銃を採用していないが、入江は元警察関係者なのでそちらの装備の可能性もある。
原作小説では「リバルバー式」「拳銃」としか表記されておらず、銃種不明。
『シティーハンター』
野上冴子が改造したものを使用。
『そうかもしんない』
アダルトアニメ『くりいむレモン』の1作。暴行や脅迫の道具として使用されるが、破壊力や装弾数は過大に描かれており、実物からかけ離れている。
『ターミネーター0』
全編に渡って登場。作中年月の1997年時点の警察官らが装備しており、未来から送り込まれたターミネーターに対し発砲するが、全く通用しなかった。ターミネーターも警察官から鹵獲して使用し、警察署襲撃時には保管中の本銃を奪って両手に1丁ずつ持つといった使い方も行った。同じく未来から送り込まれた抵抗軍兵士のエイコも使用している。
『天才バカボン』
つながり目玉のお巡りさんが使用。アニメ「平成?」以降はモデル不明の別の拳銃を使用する（劇中本人が「本官のコルトが」と言うセリフがある）。
『日常』
第1巻で立花みさとが使用。
『ゲート 自衛隊 彼の地にて、斯く戦えり』
アニメ第1話の銀座事件において警察官が使用する。
『名探偵コナン』
佐藤刑事が使用。
『名探偵コナン 14番目の標的』
白鳥警部のほか、刑事時代の毛利小五郎が所持。
『名探偵コナン 戦慄の楽譜』
容疑者である譜和匠が持つ起爆装置を狙撃するために佐藤刑事が使用する。
『名探偵コナン 絶海の探偵』
架空のあたご型護衛艦「ほたか」艦内を警備する海上自衛官が携行。なお、現実の自衛隊はニューナンブM60を採用していない。
『天気の子』
マカロフ PMを使用していた森嶋帆高と対峙した警察官4名が使用。全員が2インチモデルを使用しているが、制服の警察官2名のモデルはランヤードリングとチェーンが確認できる。発砲はしていない。
『夜桜四重奏』
OVA版にて警察官が使用してる弾丸は銀製

## 小説
『Op.ローズダスト』
並河ら警察官が使用。
『学園キノ』
第1巻でキノが使用。
『感染捜査』
吉川英梨の小説。主人公である警視庁刑事部の天城由羽の回想内にて登場。交番勤務時代に自身を逆恨みして襲いに来た男をニューナンブで射殺してしまい、それがトラウマとなって銃が撃てなくなっていた。その後もトラウマ克服のためニューナンブで射撃練習するが、命中しなくなっている。作中本編ではSAKURAに更新されたことで登場しない。
『警視庁心理捜査官 KEEP OUT』
主人公、吉村爽子巡査部長がM60強奪未遂事件の要撃捜査の際に装備。
『新宿鮫』
第1巻で主人公の鮫島警部が使用。
『ズッコケ三人組』
『ズッコケ三人組の地底王国』にて、小人サイズに縮んだズッコケ三人組と小人族が悪竜（捨てられたワニ）との対決に備え盗み出し、大砲代わりに使用。
『ニューナンブ』
主人公や登場する警官が使用。
『パラレルワールド大戦争』
豊田有恒の小説。「ニュー南部式拳銃」の名称で登場。松代大本営跡に生じたタイムトンネルを介して現代に出現した日本兵を、凶悪犯と勘違いして駆けつけた村の駐在が手にしていた。しかし日本兵が三八式小銃で本銃だけを狙撃して駐在の手から取り落とし、無力化される。
『黙示の島』
佐藤大輔の小説。鼎島（かなえじま）で一人だけの駐在が装備しており、駐在の不審死により駐在所に放置されていたが、ミリタリーオタクの財津忠之が予備弾とともに持ち出し、異常な状態に陥った島の住民達に使用する。主人公の伊倉浩一も財津から借りて使用する。なお、作中では装弾数が6発になっており、平時は暴発防止のため5発しか装填せず、銃身と位置があった部分を空にしているという設定。実際のニューナンブは元から装弾数5発である。
『リボルバー』
警官が紛失したニューナンブM60を偶然手に入れた少年と、その警官の冒険譚。
『藁の楯』
捜査一課の刑事たちや、機動隊員が使用する。

## ゲーム
『SIREN』
2インチ後期型が「38口径警察銃」の名称で登場。屍人化した石田徹夫や村人達が使用。ゲーム後半では主人公の須田恭也も使用。
『SIREN2』
2インチ前期型が「NN38口径拳銃」の名称で登場する。藤田茂や屍人らが使用。
『SIREN:New Translation』
2インチ後期型が「38口径短銃」の名称で登場。屍人化した嶋田習次や村人らが使用。本作ではゲームの仕様で、装弾数が6発になっている。
『ザ・警察官』
警察官と婦人警官が使用。
『ザ・特殊部隊』
リボルバーの分類で登場。
『真・女神転生』
序盤に手に入る、ガン系最低威力の武器。
『セイギノヒーロー』
登場キャラクターの警察官が使用。
『ペルソナ4』
「ナンブ2」の名称で登場。登場キャラクター「白鐘直斗」の初期装備。
『龍が如く』
主人公が刑事から渡されて使用するシーンがある。